# Ла-Пуенте (Каліфорнія)
Ла-Пуенте (англ. La Puente) — місто (англ. city) в США, в окрузі Лос-Анджелес штату Каліфорнія. Населення — 38 062 особи (2020).

## Географія
Ла-Пуенте розташована за координатами 34°1′56″ пн. ш. 117°57′13″ зх. д. / 34.03222° пн. ш. 117.95361° зх. д. (34.032333, -117.953520).  За даними Бюро перепису населення США в 2010 році місто мало площу 9,01 км², з яких 9,01 км² — суходіл та 0,00 км² — водойми.

## Демографія
Згідно з переписом 2010 року, у місті мешкало 39 816 осіб у 9451 домогосподарстві у складі 8121 родини. Густота населення становила 4418 осіб/км².  Було 9761 помешкання (1083/км²).
Расовий склад населення:
| - 49,4 % — білих - 8,4 % — азіатів - 1,4 % — чорних або афроамериканців - 1,1 % — корінних американців - 0,1 % — вихідців з тихоокеанських островів - 36,0 % — осіб інших рас |

До двох чи більше рас належало 3,7 %. Частка іспаномовних становила 85,1 % від усіх жителів.
За віковим діапазоном населення розподілялося таким чином: 28,7 % — особи молодші 18 років, 62,1 % — особи у віці 18—64 років, 9,2 % — особи у віці 65 років та старші. Медіана віку мешканця становила 31,5 року. На 100 осіб жіночої статі у місті припадало 99,7 чоловіків;  на 100 жінок у віці від 18 років та старших — 97,8 чоловіків також старших 18 років.
Середній дохід на одне домашнє господарство  становив 65 554 долари США (медіана — 56 512), а середній дохід на одну сім'ю — 65 840 доларів (медіана — 56 856). Медіана доходів становила 31 629 доларів для чоловіків та 27 893 долари для жінок. За межею бідності перебувало 14,5 % осіб, у тому числі 22,2 % дітей у віці до 18 років та 17,5 % осіб у віці 65 років та старших.
Цивільне працевлаштоване населення становило 17 856 осіб. Основні галузі зайнятості: виробництво — 17,7 %, освіта, охорона здоров'я та соціальна допомога — 16,8 %, роздрібна торгівля — 13,5 %, мистецтво, розваги та відпочинок — 10,6 %.